# Vagabundeo (biología)

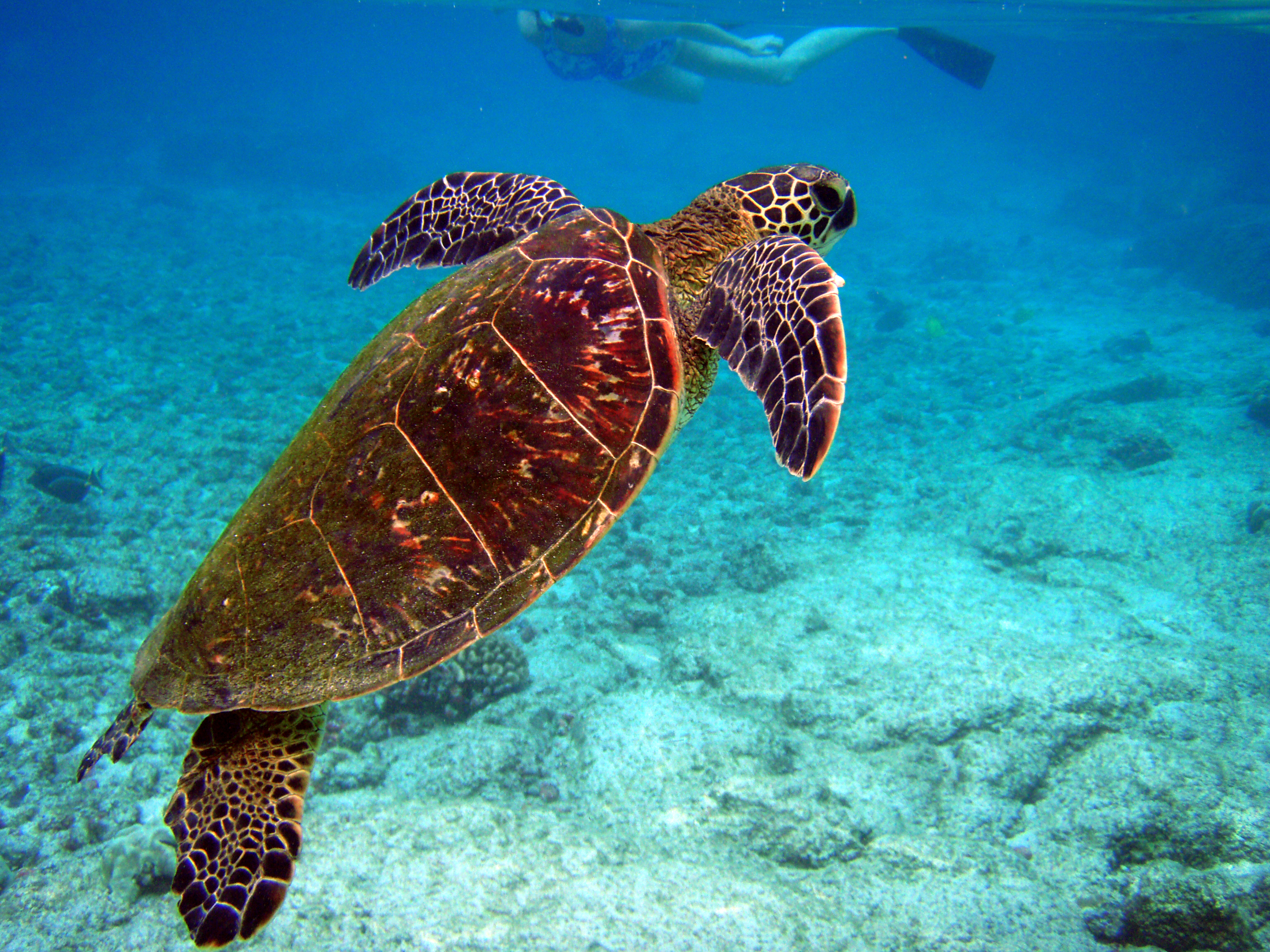
El fenómeno del vagabundeo también se puede dar en reptiles como la tortuga, Chelonia mydas.

El vagabundeo es un fenómeno en biología por el cual un animal aparece fuera de su área de distribución normal, por lo que recibe el nombre de  vagabundo, divagante, vagante o accidental. Existen una serie de factores que provocarían que un individuo se convierta en divagante (los factores genéticos y las condiciones climáticas son algunos), pero las causas en general no se conocen del todo. Suele ser más frecuente entre individuos juveniles y jóvenes adultos. El vagabundeo puede ser un primer paso para la colonización de un nuevo territorio, si los individuos sobreviven y reproducen en él. Se han registrado casos de esta conducta en aves, insectos, mamíferos y tortugas.

## Aves
En el hemisferio norte las aves adultas (probablemente los más jóvenes) de muchas especies sobrepasan sus áreas de distribución de apareamiento durante su migración de primavera y acaban en zonas mucho más alejadas. En otoño, algunas aves jóvenes, en vez de regresar a su hábitat natural de invierno, toman rutas «incorrectas» y migran hacia áreas que no están en su trayecto de migración normal. Por ejemplo, los passeriformes de Siberia, que normalmente hibernan en el sudeste de Asia se encuentran comúnmente en el noroeste de Europa, como el Phylloscopus borealis en Gran Bretaña. Esta migración se denomina inversa, ya que las aves avanzan en la dirección contraria a la que se espera. Las causas son desconocidas, pero se consideran las mutaciones genéticas u otras anomalías como posibles desencadenantes de esto. Otras aves pierden su rumbo a causa de las tormentas, como las de Norteamérica, que acaban en Europa debido a los vientos. Los pájaros también pueden terminar cayendo al océano, agotarse físicamente, aterrizar en un barco y ser llevadas a otra región.

## Insectos
Se registra el vagabundeo en muchos grupos y se estudió particularmente en mariposas y polillas, además de caballitos del diablo.

## Mamíferos
Se han registrado casos en los murciélagos, focas y canguros.

## Reptiles
Se han registrado casos en tortugas, serpientes como Pelamis platurus, cocodrilos y lagartos. Es posible que este fenómeno sea común en los reptiles. Los cocodrilos de agua salada son especialmente dados al vagabundeo y los individuos son hallados en localidades extrañas, como Fiyi, Iwo Jima y el mar de Japón.

## Uso alternativo en botánica
El término «vagabundo» también se usa en botánica para referirse a una planta que ha crecido lejos del rango usual de su especie (sobre todo a mayor latitud), con la connotación de ser una población temporal. En el contexto de los líquenes, un individuo «vagabundo» sería el que no está adherido a un sustrato, no necesariamente debe estar alejado de su rango.